# Феликс III
Феликс III е римски папа 13 март 483 до 492 година. В някои източници този папа е с номер „Втори“, тъй като един от предшествениците му с името Феликс се считал на антипапа.
Произхождал от стар римски род. За неговия живот преди да бъде избран за папа нищо не е известно.
През 484 г. папа Феликс III провъзгласил анатема на константинополската църква. Отлъчил константинополския патриарх Акакий. Това бил първия разкол (схизма) между западната и източната християнски църкви. Той продължил 40 години.